# Chassagny
Chassagny est une ancienne commune française, située dans le département du Rhône en région Auvergne-Rhône-Alpes. Le 1er janvier 2018, la commune fusionne avec Saint-Andéol-le-Château et Saint-Jean-de-Touslas pour former la commune nouvelle de Beauvallon.

## Géographie
À 300 mètres d'altitude, Chassagny se trouve sur le plateau faisant la jonction entre la vallée du Rhône à l'est, et les monts du Lyonnais à l'ouest. Son sous-sol granitique a longtemps été exploité pour en extraire de la pierre de taille.

## Politique et administration

### Administration municipale
| Période      | Période  | Identité            | Étiquette | Qualité |
| ------------ | -------- | ------------------- | --------- | ------- |
| janvier 2018 | En cours | Françoise Tribollet |           |         |

| Période                                  | Période | Identité            | Étiquette | Qualité |
| ---------------------------------------- | ------- | ------------------- | --------- | ------- |
| 1953                                     | 1965    | Charles Condamin    |           |         |
| 1965                                     | 1983    | Étienne Bonnand     |           |         |
| 1983                                     | 1995    | Jean Besson         |           |         |
| 1995                                     | 2014    | Michel Oziol        |           |         |
| 2014                                     | 2017    | Françoise Tribollet |           |         |
| Les données manquantes sont à compléter. |         |                     |           |         |

## Population et société

### Démographie
L'évolution du nombre d'habitants est connue à travers les recensements de la population effectués dans la commune depuis 1793. Pour les communes de moins de 10 000 habitants, une enquête de recensement portant sur toute la population est réalisée tous les cinq ans, les populations de référence des années intermédiaires étant quant à elles estimées par interpolation ou extrapolation. Pour la commune, le premier recensement exhaustif entrant dans le cadre du nouveau dispositif a été réalisé en 2006.

En 2015, la commune comptait 1 314 habitants, en évolution de +6,48 % par rapport à 2009 (Rhône : +3,93 %, France hors Mayotte : +2,11 %).
| 1793 | 1800 | 1806 | 1821 | 1831 | 1836 | 1841 | 1846 | 1851 |
| ---- | ---- | ---- | ---- | ---- | ---- | ---- | ---- | ---- |
| 455  | 442  | 440  | 394  | 407  | 409  | 403  | 405  | 406  |

| 1856 | 1861 | 1866 | 1872 | 1876 | 1881 | 1886 | 1891 | 1896 |
| ---- | ---- | ---- | ---- | ---- | ---- | ---- | ---- | ---- |
| 425  | 448  | 444  | 424  | 433  | 401  | 428  | 402  | 373  |

| 1901 | 1906 | 1911 | 1921 | 1926 | 1931 | 1936 | 1946 | 1954 |
| ---- | ---- | ---- | ---- | ---- | ---- | ---- | ---- | ---- |
| 360  | 367  | 331  | 302  | 293  | 303  | 248  | 240  | 276  |

| 1962 | 1968 | 1975 | 1982 | 1990 | 1999  | 2006  | 2011  | 2015  |
| ---- | ---- | ---- | ---- | ---- | ----- | ----- | ----- | ----- |
| 243  | 315  | 365  | 414  | 749  | 1 064 | 1 204 | 1 256 | 1 314 |

### Politique
|                       | Nombre de voix (premier tour)                 | Pourcentage (premier tour)                    | Nombre de voix (second tour)                  | Pourcentage (second tour)                     |
| Nicolas Sarkozy       | 221                                           | 28,41 %                                       | 403                                           | 55,05 %                                       |
| François Hollande     | 175                                           | 22,49 %                                       | 329                                           | 44,95 %                                       |
| Marine Le Pen         | 170                                           | 21,85 %.                                      |                                               |                                               |
| Jean-Luc Mélenchon    | 89                                            | 11,44 %                                       |                                               |                                               |
| François Bayrou       | 74                                            | 9,51 %                                        |                                               |                                               |
| Eva Joly              | 20                                            | 2,57 %                                        |                                               |                                               |
| Nicolas Dupont-Aignan | 15                                            | 1,93 %                                        |                                               |                                               |
| Philippe Poutou       | 7                                             | 0,90 %                                        |                                               |                                               |
| Jacques Cheminade     | 5                                             | 0,64 %                                        |                                               |                                               |
| Nathalie Arthaud      | 2                                             | 0,26 %                                        |                                               |                                               |
| Exprimées             | 778 voix exprimées sur 878 inscrits (88,61 %) | 778 voix exprimées sur 878 inscrits (88,61 %) | 778 voix exprimées sur 878 inscrits (88,61 %) | 778 voix exprimées sur 878 inscrits (88,61 %) |

### Enseignement
Chassagny possède une école primaire nommée "la Rose des Vents".

## Culture locale et patrimoine

### Lieux et monuments

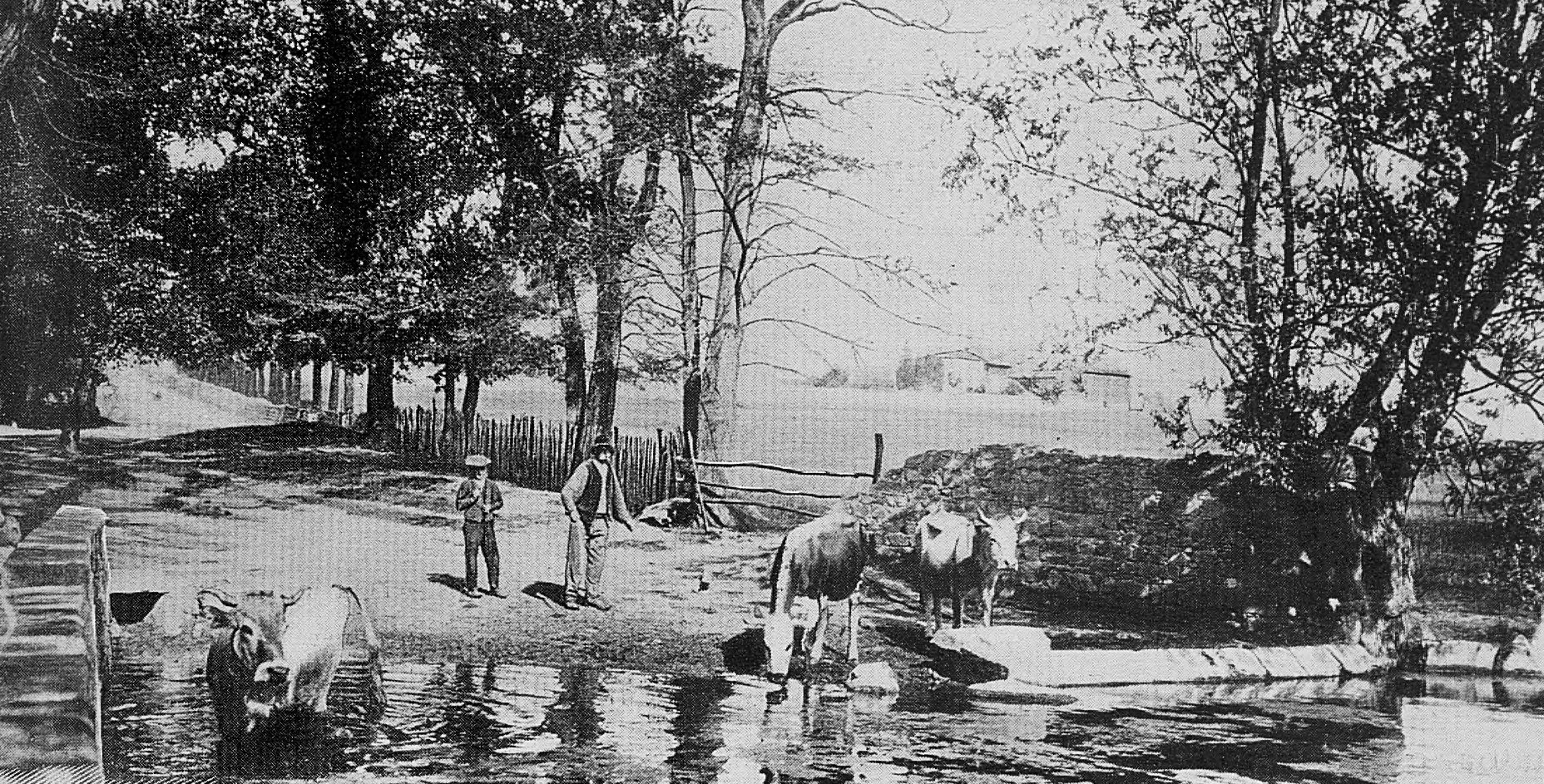
L'étang près du château au début du XXe siècle.

- L'église, construite sur un cimetière très ancien, date du XIIe siècle, mais l'architecture intérieure est de style gothique, ce qui laisse penser que sa construction a été très longue. Elle est divisée en trois nefs ogivales. Quelques pierres tombales sont visibles dans le chœur, deux notamment portent les épitaphes des seigneurs de Chassagny. Ses créneaux en « pinces à linge » lui donnent une allure assez curieuse.

Au début du XVIe siècle, la famille de Bron qui possède le fief marque son empreinte en ajoutant une fenêtre géminée de style flamboyant à la nef de droite, comme le décrit un chroniqueur de l'époque.
Toujours dans la nef de droite existe une curiosité digne d'intérêt : la piscine : ce sont les anciens fonts baptismaux, situés dans la nef droite, qui n'ont pas échappé à la sauvage attaque du baron des Adrets en 1561 durant les guerres de religion. Construits par Béatrix, seigneur en 1520, ils sont ornés de ses armoiries, le coq gaulois emblème de la vigilance et un dragon ailé emblème des obstacles à vaincre.